# 格但斯克省

1945－1975年的格但斯克省

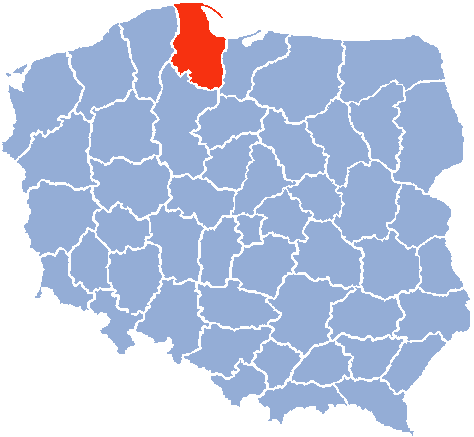
1975－1998年的格但斯克省

格但斯克省（województwo gdańskie）是波蘭歷史上的一個省，始於1945年。1999年1月1日被併入濱海省。
1965年面積10 984平方公里，人口1,352,800人。1998年面積7,394平方公里。人口1,469,400人。首府格但斯克。